# موش‌مرغ
موش‌مرغان (نام علمی: Coliidae) نام یک تیره از رده پرنده است.